# Ах Музен Каб
Ах Музен Каб е маянски бог. Той според митологията на древните маи е пазител на пчеларите и пчелните кошери.

## Външен вид
Ах Музен Каб според маянския фолклор има тяло и криле на пчела а лицето е хуманоидно. Те го описват, като голям пчеловиден хуманоид. Също се среща описание като грамадна пчела или дух, който живее в горите и пази пчелите. В много изображения го виждаме с жезъл в дясната ръка.

## В популярната култура
Бога на пчеларството и меда при маите е вдъхновил много съвременни творци.

### Кино
В анимационния филм Yu-Gi-Oh бога на пчелите присъства като звяр призоваван от карта.

### Видео игри
Ах Музен Каб е използван във видео играта Смайт (en. Smite). Там той е със същото име, както го описват маите, но различна визия.